# Yōzei Tennō
Yōzei Tennō (陽成天皇?) (869 – 949) fue el 57.º emperador de Japón, según el orden tradicional de sucesión. Reinó entre 876 y 884. Antes de ser ascendido al Trono de Crisantemo, su nombre personal (imina) era Príncipe Imperial Sadakira (Sadakira-shinnō).

## Genealogía
Fue el hijo mayor de Seiwa Tennō. Su madre fue la Emperatriz Fujiwara no Takakiko, quien era conocida como la Emperatriz Nijō durante la abdicación del Emperador Seiwa. Su madre también fue la hermana de Fujiwara no Mototsune, quien se convertiría en una figura prominente en la vida del joven emperador.
En el Antiguo Japón, existieron cuatro clanes nobles, el Gempeitōkitsu (源平藤橘). Uno de estos clanes, el clan Minamoto o Genji, tuvo una rama llamada Yōzei Genji (陽成源氏), cuyos descendientes provenían del Emperador Yōzei.
Tuvo nueve hijos, pero estos nacieron después de su abdicación.

## Biografía
Fue nombrado sucesor de su padre, el Emperador Seiwa, a la edad de 1 año. En 876, asume al trono a la edad de 7 años, tras la abdicación de su padre, siendo nombrado como emperador Yōzei, aunque su ascensión formal se hizo al año siguiente. Debido a que el emperador era un infante, los asuntos administrativos fueron delegados por su regente o kanpaku.
En 877 sucede una gran sequía en el país, y se realizan múltiples sacrificios en los santuarios sintoístas de Hachiman, Kamo y otros en la provincia de Ise; posteriormente llovió.
Durante su adolescencia, el emperador vivía de manera solitaria, donde en ocasiones alimentaba serpientes con ranas; en otras, ponía a pelear perros y monos. Con el pasar del tiempo, esos momentos de ocio fueron más peligrosos, llegando al extremo de ejecutar personalmente a los criminales. Cuando se enojaba, retaba a las personas con su espada. Su kanpaku, Fujiwara no Mototsune, trató de corregirlo, pero el emperador lo ignoraba.
En 884, los hábitos peligrosos del emperador empeoraron hasta el punto que ordenaba a los cortesanos hacer actos ridículos tales como trepar a los árboles, y ordenar a otros cortesanos que usaran lanzas para tumbar a los que estaban en los árboles, con el fin de matarlos. Mototsune calificó esa acción como indigna de un emperador, y planeó en lo posible un derrocamiento. Aprovechó la soledad del emperador y lo retó a una carrera de caballos, cosa que fue aceptada con la condición que se hiciera una celebración especial en un determinado día.
Cuando llegó el día de la carrera, el emperador debía abandonar el palacio en un carruaje que lo llevaría al sitio de la carrera, pero no fue así; el carruaje fue en dirección a un palacio al suroeste de la capital, donde lo esperaba Mototsune, quien se enfrentó al emperador y le acusó de demencia, argumentando que con ese estado de salud no podía gobernar, por lo que fue destronado. El emperador lloró tras saber que todos habían conjurado su deposición.
Según la escasa información de los archivos imperiales, incluyendo algunas fuentes como el Rikkokushi y el Nihon Sandai Jitsuroku, el emperador había asesinado a uno de sus vasallos; esta acción causó un gran escándalo en la corte Imperial. La sociedad japonesa durante la era Heian era muy sensible a los temas de “polución”, tanto espiritual como personal. Los asesinatos (en especial el asesinato de animales o personas) eran considerados los peores actos de polución posible, y eran penalizados con días de reclusión como actos de auto-purificación. Dado que el emperador era visto como una figura divina y relacionada con las deidades, la polución a alto nivel cometido por la fuente más pura era visto como extremadamente desastrosa. Muchos de los altos oficiales interpretaron las acciones del emperador que se habían sobrepasado del límite de lo aceptable, y que era justificable el derrocamiento.
Según el Jinnō Shōtōki, el emperador era descrito con una “disposición a la violencia” e incapaz de ser un gobernante. Cuando Fujiwara no Mototsune había planeado el derrocamiento que removería al emperador Yōzei del trono, descubrió que había un consenso general sobre el kuge (clase cortesana) de que era una decisión correcta.
El emperador Yōzei fue derrocado en 884 a la edad de 15 años, y fue sucedido por su tío paterno, Kōkō Tennō.
No obstante, la salud mental del derrocado emperador empeoraría; en 889, durante el reinado de Uda Tennō, reinició su conducta agresiva. Entrando al palacio se dirigió a los cortesanos con demasiada rudeza en  un acceso furioso. Luego, estranguló a varias mujeres con las cuerdas de los instrumentos musicales y lanzó sus cuerpos a un lago. Posteriormente, montando en un caballo huyó de la gente. En algunas ocasiones,  desaparecía en las montañas y cazaba jabalíes salvajes y venados sika, que eran considerados mensajeros de los kami, en la cosmología shinto.

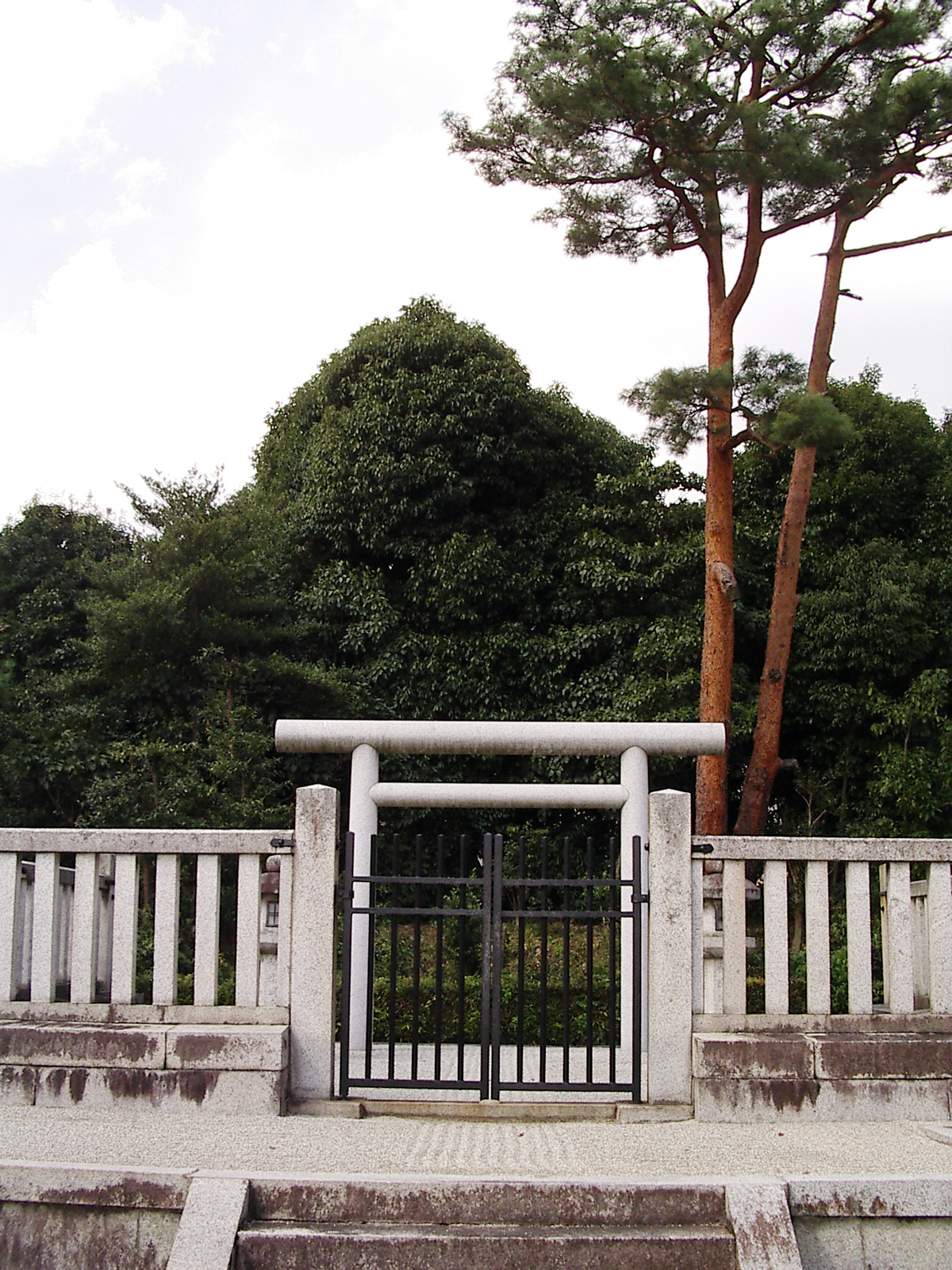
Tumba del Emperador Yōzei en Kioto.

Fallecería en 949 a la edad de 80 años, tras un vivir 65 años en el retiro.

## Kugyō
Kugyō (公卿) es el término colectivo para los personajes más poderosos y directamente ligados al servicio del emperador del Japón anterior a la restauración Meiji. Eran cortesanos hereditarios cuya experiencia y prestigio les había llevado a lo más alto del escalafón cortesano.
- Sesshō: Fujiwara no Mototsune (836 – 891)[7]
- Kanpaku: Fujiwara no Mototsune
- Daijō Daijin: Fujiwara no Mototsune[7]
- Sadaijin: Minamoto no Tooru
- Udaijin: Minamoto no Mototsune[7]
- Udaijin: Minamoto no Masaru
- Nadaijin:
- Dainagon: Minafuchi no Toshina

## Eras
- Jōgan (859 – 877)
- Gangyō (877 – 885)